# أحمد عكاش
أحمد عكاش لاعب سعودي ولد في( 27 أغسطس 1990 -).

## بداياته
تدرج في الدرجات السنية في نادي الاتفاق السعودي حتى وصل للفريق الأول.

### انتقاله لنادي النصر
تمكن نادي النصر من التوقيع مع عكاش عقب دخوله انتهاء عقده مع الإتفاق حيث قدمت له الإدارة النصراوية عرضاً لمدة خمس سنوات بعد رفضه التجديد مع الاتفاق.

### تنقلاته
لعب بعدها في نادي الكوكب.

## وصلات خارجية
- أحمد عكاش على موقع أرشيف الشارخ.
- أحمد عكاش على موقع Soccerway.com (الإنجليزية)